# Камагуей (провинция)
Камагуей е провинция в Куба с площ 15 615 км² и население 786 657 души (2004). Административен център на провинцията е град Камагуей.

## Административно деление
Провинцията се поделя на 13 общини.

## Население
Населението на провинцията през 2004 година е 786 657 души от които 294 000 са от бялата раса.